# Сояло
Сояло́ (исп. Soyaló) — посёлок в Мексике, штат Чьяпас, входит в состав одноимённого муниципалитета и является его административным центром. Численность населения, по данным переписи 2020 года, составила 4486 человек.

## Общие сведения
Название Soyaló с языка науатль можно перевести как — дорога между пальм.
Поселение было основано в доиспанский период народом соке.
В 1524 году регион был завоёван войсками конкистадора Луиса Марины.
В колониальный период была построена церковь Богородицы.
В 1774 году Сояло вошёл в состав департамента Сендалес.
В 1915 году поселение вошло в состав муниципалитета Истапа.
В 1935 году Сояло получает статус посёлка и становится административным центром собственного муниципалитета.
В 2000 году уроженец посёлка Пабло Саласар Мендигучия был избран губернатором штата Чьяпас.